# Djibril Sow
Mohameth Djibril Ibrahima Sow, noto semplicemente come Djibril Sow (Zurigo, 6 febbraio 1997) è un calciatore svizzero con cittadinanza senegalese, centrocampista del Siviglia e della nazionale svizzera.

## Biografia
Nato a Zurigo da madre svizzera e padre senegalese, Sow è in possesso della doppia cittadinanza. È cugino di Coumba Sow, anch'ella calciatrice di ruolo centrocampista.

## Caratteristiche tecniche
È un centrocampista completo e veloce, dotato tecnicamente e abile nei contrasti.

## Carriera

### Club
Dopo essere cresciuto nel settore giovanile dello Zurigo, il 30 giugno 2015 viene acquistato dal Borussia Mönchengladbach, con cui firma un contratto di cinque anni.
Nell'estate del 2017 passa allo Young Boys, legandosi con la squadra giallo-nera fino al 2021..
Dopo aver vinto due campionati con il club di Berna, il 27 giugno 2019 viene ceduto all'Eintracht Francoforte, con cui firma un quinquennale.. In questi anni Sow vincerà anche nella stagione 2021-22 un'Europa League
Il 4 agosto  del 2023 Il centrocampista rossocrociato, che nelle ultime quattro stagioni ha collezionato 160 presenze con l'Eintracht Francoforte, si è legato per i prossimi cinque anni alla società andalusa, vincitrice dell'ultima Europa League.

### Nazionale
Ha giocato nelle nazionali giovanili svizzere Under-16, Under-17, Under-19, Under-20 ed Under-21.
Nel 2017 ha esordito nella nazionale maggiore svizzera.
Ha partecipato alla fase finale della UEFA Nations League 2018-2019, agli Europei del 2020 ed ai Mondiali del 2022.

## Statistiche

### Presenze e reti nei club
Statistiche aggiornate al 6 agosto 2023.
| Stagione                      | Squadra                       | Campionato                    | Campionato | Campionato | Coppe nazionali | Coppe nazionali | Coppe nazionali | Coppe continentali | Coppe continentali | Coppe continentali | Altre coppe | Altre coppe | Altre coppe | Totale | Totale | Totale |
| Stagione                      | Squadra                       | Comp                          | Pres       | Reti       | Comp            | Pres            | Reti            | Comp               | Pres               | Reti               | Comp        | Pres        | Reti        | Pres   | Reti   |        |
| ----------------------------- | ----------------------------- | ----------------------------- | ---------- | ---------- | --------------- | --------------- | --------------- | ------------------ | ------------------ | ------------------ | ----------- | ----------- | ----------- | ------ | ------ | ------ |
| 2015-2016                     | Borussia M'Gladbach II        | RL                            | 15         | 3          | -               | -               | -               | -                  | -                  | -                  | -           | -           | -           | 15     | 3      |        |
| 2016-2017                     | Borussia M'Gladbach II        | RL                            | 17         | 3          | -               | -               | -               | -                  | -                  | -                  | -           | -           | -           | 17     | 3      |        |
| Totale Borussia M'gladbach II | Totale Borussia M'gladbach II | Totale Borussia M'gladbach II | 32         | 6          |                 | -               | -               |                    | -                  | -                  |             | -           | -           | 32     | 6      |        |
| 2015-2016                     | Borussia M'Gladbach           | BL                            | 0          | 0          | CG              | 0               | 0               | UCL                | -                  | -                  | -           | -           | -           | 0      | 0      |        |
| 2016-2017                     | Borussia M'Gladbach           | BL                            | 1          | 0          | CG              | 2               | 0               | UCL+UEL            | 0                  | 0                  | -           | -           | -           | 3      | 0      |        |
| Totale Borussia M'gladbach    | Totale Borussia M'gladbach    | Totale Borussia M'gladbach    | 1          | 0          |                 | 2               | 0               |                    | 0                  | 0                  |             | -           | -           | 3      | 0      |        |
| 2017-2018                     | Young Boys                    | SL                            | 27         | 1          | CS              | 5               | 0               | UCL+UEL            | 2+4                | 0                  | -           | -           | -           | 38     | 1      |        |
| 2018-2019                     | Young Boys                    | SL                            | 28         | 3          | CS              | 3               | 0               | UCL                | 8                  | 0                  | -           | -           | -           | 39     | 3      |        |
| Totale Young Boys             | Totale Young Boys             | Totale Young Boys             | 55         | 4          |                 | 8               | 0               |                    | 14                 | 0                  |             | -           | -           | 77     | 4      |        |
| 2019-2020                     | Eintracht Francoforte         | BL                            | 29         | 1          | CG              | 2               | 0               | UEL                | 9                  | 0                  | -           | -           | -           | 40     | 1      |        |
| 2020-2021                     | Eintracht Francoforte         | BL                            | 28         | 0          | CG              | 1               | 0               | -                  | -                  | -                  | -           | -           | -           | 29     | 0      |        |
| 2021-2022                     | Eintracht Francoforte         | BL                            | 31         | 2          | CG              | 1               | 0               | UEL                | 12                 | 1                  | -           | -           | -           | 44     | 3      |        |
| 2022-2023                     | Eintracht Francoforte         | BL                            | 32         | 4          | CG              | 6               | 0               | UCL                | 8                  | 0                  | SE          | 1           | 0           | 47     | 4      |        |
| Totale Eintracht Francoforte  | Totale Eintracht Francoforte  | Totale Eintracht Francoforte  | 120        | 7          |                 | 10              | 0               |                    | 29                 | 1                  |             | 1           | 0           | 160    | 8      |        |
| 2023-2024                     | Siviglia                      | PD                            | 24         | 1          | CR              | 3               | 0               | UCL                | 6                  | 0                  | -           | -           | -           | 33     | 1      |        |
| 2024-2025                     | Siviglia                      | PD                            | 30         | 2          | CR              | 2               | 0               | -                  | -                  | -                  | -           | -           | -           | 32     | 2      |        |
| Totale Siviglia               | Totale Siviglia               | Totale Siviglia               | 54         | 3          |                 | 5               | 0               |                    | 6                  | 0                  |             | -           | -           | 65     | 3      |        |
| Totale carriera               | Totale carriera               | Totale carriera               | 262        | 20         |                 | 25              | 0               |                    | 49                 | 1                  |             | 1           | 0           | 337    | 21     |        |

### Cronologia presenze e reti in nazionale
| Cronologia completa delle presenze e delle reti in nazionale ― Svizzera | Cronologia completa delle presenze e delle reti in nazionale ― Svizzera | Cronologia completa delle presenze e delle reti in nazionale ― Svizzera | Cronologia completa delle presenze e delle reti in nazionale ― Svizzera | Cronologia completa delle presenze e delle reti in nazionale ― Svizzera | Cronologia completa delle presenze e delle reti in nazionale ― Svizzera | Cronologia completa delle presenze e delle reti in nazionale ― Svizzera | Cronologia completa delle presenze e delle reti in nazionale ― Svizzera |
| Data                                                                    | Città                                                                   | In casa                                                                 | Risultato                                                               | Ospiti                                                                  | Competizione                                                            | Reti                                                                    | Note                                                                    |
| ----------------------------------------------------------------------- | ----------------------------------------------------------------------- | ----------------------------------------------------------------------- | ----------------------------------------------------------------------- | ----------------------------------------------------------------------- | ----------------------------------------------------------------------- | ----------------------------------------------------------------------- | ----------------------------------------------------------------------- |
| 8-9-2018                                                                | San Gallo                                                               | Svizzera                                                                | 6 – 0                                                                   | Islanda                                                                 | UEFA Nations League 2018-2019 - 1º turno                                | -                                                                       | 79’                                                                     |
| 14-11-2018                                                              | Lugano                                                                  | Svizzera                                                                | 0 – 1                                                                   | Qatar                                                                   | Amichevole                                                              | -                                                                       | 46’                                                                     |
| 23-3-2019                                                               | Tbilisi                                                                 | Georgia                                                                 | 0 – 2                                                                   | Svizzera                                                                | Qual. Euro 2020                                                         | -                                                                       | 89’                                                                     |
| 26-3-2019                                                               | Basilea                                                                 | Svizzera                                                                | 3 – 3                                                                   | Danimarca                                                               | Qual. Euro 2020                                                         | -                                                                       | 79’                                                                     |
| 15-11-2019                                                              | San Gallo                                                               | Svizzera                                                                | 1 – 0                                                                   | Georgia                                                                 | Qual. Euro 2020                                                         | -                                                                       | 84’                                                                     |
| 18-11-2019                                                              | Gibilterra                                                              | Gibilterra                                                              | 1 – 6                                                                   | Svizzera                                                                | Qual. Euro 2020                                                         | -                                                                       | 60’                                                                     |
| 3-9-2020                                                                | Leopoli                                                                 | Ucraina                                                                 | 2 – 1                                                                   | Svizzera                                                                | UEFA Nations League 2020-2021 - 1º turno                                | -                                                                       | 82’                                                                     |
| 6-9-2020                                                                | Basilea                                                                 | Svizzera                                                                | 1 – 1                                                                   | Germania                                                                | UEFA Nations League 2020-2021 - 1º turno                                | -                                                                       |                                                                         |
| 7-10-2020                                                               | San Gallo                                                               | Svizzera                                                                | 1 – 2                                                                   | Croazia                                                                 | Amichevole                                                              | -                                                                       | 64’                                                                     |
| 10-10-2020                                                              | Madrid                                                                  | Spagna                                                                  | 1 – 0                                                                   | Svizzera                                                                | UEFA Nations League 2020-2021 - 1º turno                                | -                                                                       | 60’                                                                     |
| 13-10-2020                                                              | Colonia                                                                 | Germania                                                                | 3 – 3                                                                   | Svizzera                                                                | UEFA Nations League 2020-2021 - 1º turno                                | -                                                                       | 66’                                                                     |
| 11-11-2020                                                              | Lovanio                                                                 | Belgio                                                                  | 2 – 1                                                                   | Svizzera                                                                | Amichevole                                                              | -                                                                       |                                                                         |
| 14-11-2020                                                              | Basilea                                                                 | Svizzera                                                                | 1 – 1                                                                   | Spagna                                                                  | UEFA Nations League 2020-2021 - 1º turno                                | -                                                                       | 73’                                                                     |
| 25-3-2021                                                               | Sofia                                                                   | Bulgaria                                                                | 1 – 3                                                                   | Svizzera                                                                | Qual. Mondiali 2022                                                     | -                                                                       | 86’                                                                     |
| 31-3-2021                                                               | San Gallo                                                               | Svizzera                                                                | 3 – 2                                                                   | Finlandia                                                               | Amichevole                                                              | -                                                                       | 76’                                                                     |
| 3-6-2021                                                                | San Gallo                                                               | Svizzera                                                                | 7 – 0                                                                   | Liechtenstein                                                           | Amichevole                                                              | -                                                                       |                                                                         |
| 16-6-2021                                                               | Roma                                                                    | Italia                                                                  | 3 – 0                                                                   | Svizzera                                                                | Euro 2020 - 1º turno                                                    | -                                                                       | 84’                                                                     |
| 2-7-2021                                                                | San Pietroburgo                                                         | Svizzera                                                                | 1 – 1 dts (1 – 3 dtr)                                                   | Spagna                                                                  | Euro 2020 - Quarti di finale                                            | -                                                                       | 81’                                                                     |
| 1-9-2021                                                                | Basilea                                                                 | Svizzera                                                                | 2 – 1                                                                   | Grecia                                                                  | Amichevole                                                              | -                                                                       | 46’                                                                     |
| 5-9-2021                                                                | Basilea                                                                 | Svizzera                                                                | 0 – 0                                                                   | Italia                                                                  | Qual. Mondiali 2022                                                     | -                                                                       | 6’ 63’                                                                  |
| 9-10-2021                                                               | Lancy                                                                   | Svizzera                                                                | 2 – 0                                                                   | Irlanda del Nord                                                        | Qual. Mondiali 2022                                                     | -                                                                       | 90+2’                                                                   |
| 12-10-2021                                                              | Vilnius                                                                 | Lituania                                                                | 0 – 4                                                                   | Svizzera                                                                | Qual. Mondiali 2022                                                     | -                                                                       |                                                                         |
| 12-11-2021                                                              | Roma                                                                    | Italia                                                                  | 1 – 1                                                                   | Svizzera                                                                | Qual. Mondiali 2022                                                     | -                                                                       | 79’                                                                     |
| 15-11-2021                                                              | Lucerna                                                                 | Svizzera                                                                | 4 – 0                                                                   | Bulgaria                                                                | Qual. Mondiali 2022                                                     | -                                                                       | 90+7’                                                                   |
| 26-3-2022                                                               | Londra                                                                  | Inghilterra                                                             | 2 – 1                                                                   | Svizzera                                                                | Amichevole                                                              | -                                                                       | 62’                                                                     |
| 29-3-2022                                                               | Zurigo                                                                  | Svizzera                                                                | 1 – 1                                                                   | Kosovo                                                                  | Amichevole                                                              | -                                                                       |                                                                         |
| 2-6-2022                                                                | Praga                                                                   | Rep. Ceca                                                               | 2 – 1                                                                   | Svizzera                                                                | UEFA Nations League 2022-2023 - 1º turno                                | -                                                                       | [ 12 ]                                                                  |
| 5-6-2022                                                                | Lisbona                                                                 | Portogallo                                                              | 4 – 0                                                                   | Svizzera                                                                | UEFA Nations League 2022-2023 - 1º turno                                | -                                                                       | 81’                                                                     |
| 9-6-2022                                                                | Lancy                                                                   | Svizzera                                                                | 0 – 1                                                                   | Spagna                                                                  | UEFA Nations League 2022-2023 - 1º turno                                | -                                                                       | 89’                                                                     |
| 12-6-2022                                                               | Lancy                                                                   | Svizzera                                                                | 1 – 0                                                                   | Portogallo                                                              | UEFA Nations League 2022-2023 - 1º turno                                | -                                                                       | 79’                                                                     |
| 24-9-2022                                                               | Saragozza                                                               | Spagna                                                                  | 1 – 2                                                                   | Svizzera                                                                | UEFA Nations League 2022-2023 - 1º turno                                | -                                                                       | 68’                                                                     |
| 27-9-2022                                                               | San Gallo                                                               | Svizzera                                                                | 2 – 1                                                                   | Rep. Ceca                                                               | UEFA Nations League 2022-2023 - 1º turno                                | -                                                                       | 79’                                                                     |
| 24-11-2022                                                              | Al Wakrah                                                               | Svizzera                                                                | 1 – 0                                                                   | Camerun                                                                 | Mondiali 2022 - 1º turno                                                | -                                                                       | 71’                                                                     |
| 28-11-2022                                                              | Doha                                                                    | Brasile                                                                 | 1 – 0                                                                   | Svizzera                                                                | Mondiali 2022 - 1º turno                                                | -                                                                       | 75’                                                                     |
| 2-12-2022                                                               | Doha                                                                    | Serbia                                                                  | 2 – 3                                                                   | Svizzera                                                                | Mondiali 2022 - 1º turno                                                | -                                                                       | 68’                                                                     |
| 6-12-2022                                                               | Lusail                                                                  | Portogallo                                                              | 6 – 1                                                                   | Svizzera                                                                | Mondiali 2022 - Ottavi di finale                                        | -                                                                       | 54’                                                                     |
| 16-6-2023                                                               | Andorra la Vella                                                        | Andorra                                                                 | 1 – 2                                                                   | Svizzera                                                                | Qual. Euro 2024                                                         | -                                                                       | 74’                                                                     |
| 19-6-2023                                                               | Lucerna                                                                 | Svizzera                                                                | 2 – 2                                                                   | Romania                                                                 | Qual. Euro 2024                                                         | -                                                                       | 75’                                                                     |
| 9-9-2023                                                                | Pristina                                                                | Kosovo                                                                  | 2 – 2                                                                   | Svizzera                                                                | Qual. Euro 2024                                                         | -                                                                       | 84’                                                                     |
| 12-9-2023                                                               | Sion                                                                    | Svizzera                                                                | 3 – 0                                                                   | Andorra                                                                 | Qual. Euro 2024                                                         | -                                                                       | 66’                                                                     |
| 15-10-2023                                                              | San Gallo                                                               | Svizzera                                                                | 3 – 3                                                                   | Bielorussia                                                             | Qual. Euro 2024                                                         | -                                                                       | 62’                                                                     |
| 21-3-2025                                                               | Belfast                                                                 | Irlanda del Nord                                                        | 1 – 1                                                                   | Svizzera                                                                | Amichevole                                                              | -                                                                       | 88’                                                                     |
| 25-3-2025                                                               | San Gallo                                                               | Svizzera                                                                | 3 – 1                                                                   | Lussemburgo                                                             | Amichevole                                                              | -                                                                       |                                                                         |
| 7-6-2025                                                                | Salt Lake City                                                          | Messico                                                                 | 2 – 4                                                                   | Svizzera                                                                | Amichevole                                                              | -                                                                       | 86’                                                                     |
| 10-6-2025                                                               | Nashville                                                               | Stati Uniti                                                             | 0 – 4                                                                   | Svizzera                                                                | Amichevole                                                              | -                                                                       | 66’                                                                     |
| Totale                                                                  |                                                                         | Presenze                                                                | 45                                                                      |                                                                         | Reti                                                                    | 0                                                                       |                                                                         |

## Palmarès

### Club

#### Competizioni nazionali
- Campionato svizzero: 2

Young Boys: 2017-2018, 2018-2019

#### Competizioni internazionali
- UEFA Europa League: 1

Eintracht Francoforte: 2021-2022